# Sandwürmer
Die Sandwürmer (Arenicolidae) sind eine Familie oft großer und auffälliger Vielborster (Polychaeta), die in Meeren weltweit im weichen Sediment grabend zu finden sind.

## Merkmale
Die Vielborster der Familie Arenicolidae haben einen länglichen und weichen, oft auch geschwollenen, deutlich segmentierten Körper mit einem kleinen stumpfen Kopf ohne Fortsätze und einer geringelten Epidermis, der bei ausgewachsenen Tieren bis zu 40 cm lang werden kann. Die Kiemen sitzen an den mittleren Segmenten bei den Notopodien und sind meist verzweigte Büschel, in der Gattung Branchiomaldane einfache, spitz zulaufende Körperanhänge. Das Prostomium der Arenicolidae ist klein und rund oder kegelförmig, das Peristomium typischerweise reduziert zu Lippen, die den Mund umgeben, bei einigen Arten, darunter in der Gattung Branchiomaldane, zu einem Ring um den Mund. Während Antennen und Palpen ebenso wie Tentakel-Cirren fehlen, sind die beiden Nuchalorgane als dorsolaterale Gruben am Prostomium ausgebildet. Die Längsmuskeln des Hautmuskelschlauches sind in vier deutlichen Bündeln angeordnet. Das erste Segment ähnelt den übrigen Segmenten, doch trägt es bei Adulten keine Parapodien, die erst mit dem zweiten Segment beginnen. Die distal abgeschnittenen, zylindrischen oder kegelförmigen Notopodien sind kurz, die Neuropodien als Torus ausgebildet. Dorsale und ventrale Cirren fehlen ebenso wie Epidermispapillen, Pygidialpapillen, Aciculae, Lateralorgane und wahrscheinlich auch Dorsalcirrusorgane. Die Borsten sind kapillarförmig oder distal gezähnte, ungeschützte Haken der Neuropodien.
Der einfach, axiale, sackförmige Pharynx ist außen mit großen Papillen bedeckt. Die Tiere haben eine Kehlmembran, und der Darm ist ein gerades Rohr. Lediglich die vordersten Segmente besitzen Mixonephridien, von denen das erste Paar nur der Ausscheidung dient, die weiteren aber gleichzeitig als Ausgang für die Gameten. Das Blutgefäßsystem der Arenicolidae ist geschlossen. Einige Arten, darunter der Wattwurm, haben als Adulte ein zentrales Herz, das jedoch nicht homolog zum Herzen bei anderen Polychaeten-Familien ist. Zur Bindung des Sauerstoffs dient im Plasma gelöstes Hämoglobin als Blutfarbstoff mit einer sehr hohen Sauerstoffaffinität, was auch ein Überleben in sauerstoffärmerer Umgebung ermöglicht. In der Coelomflüssigkeit ist hingegen kein Hämoglobin vorhanden.
Weibchen und Männchen sind bei den Arenicolidae gleich groß. Die reifen Gameten werden über die Mixonephridien nach außen entlassen, wo die Befruchtung im Meerwasser stattfindet. Die Entwicklung erfolgt über benthische Larven, die bis zur Metamorphose von Dotterreserven leben.
Die Arenicolidae ernähren sich von Detritus und Kleinstlebewesen, indem sie mit ihrem ausgestülpten Pharynx Substratpartikel aufnehmen und anhaftenden Detritus und Kleinstlebewesen – darunter Bakterien, Wimpertierchen, Geißeltierchen und Nematoden – im Darm verdauen.

## Einige Beispielarten
Im nordöstlichen Atlantischen Ozean ist der Wattwurm (Arenicola marina) sehr weit verbreitet.

## Gattungen
Die Familie Arenicolidae wird in 8 Gattungen unterteilt:
- Abarenicola Wells, 1959
- Archarenicola Horwood, 1912 †
- Arenicola Lamarck, 1801
- Arenicolides Mesnil, 1898
- Branchiomaldane Langerhans, 1881
- Protocapitella Berkeley & Berkeley, 1932